# Abu Bakr ibn Umar
Abu Bakr ibn Umar ibn Ibrahim ibn Turgut (in lingua araba: أبو بكر بن عمر), talvolta indicato con il suffisso al-Sanhaji o al-Lamtuni, (... – 1087) è stato un emiro berbero e capo degli Almoravidi.

## Biografia
Era originario della tribù berbera dei Lemtuna, che faceva parte della confederazione Sanhaja o Zeneguís.
Nel 1054 diventa emiro dell'Adrar mauritano e riconquistó la città di Agadez proprietà dell'impero del Ghana. Nel 1056, Abd Allah ibn Yasin al-Juzuli lo mise a capo degli eserciti almoravidi. Nel 1057 s'impossessò di Sous e Aghmat a sud dell'attuale Marocco. Dopo la morte di Ibn Yasin nel 1059, Ibn Umar diventa capo degli Almoravidi. Dopo aver conquistato l'Emirato di Barghawata, invia un esercito al nord sotto il comando del cugino Yūsuf ibn Tāshfīn, mentre lui ritornerà in Africa occidentale nel 1061.
Nel 1076 conquista Kumbi Saleh, la capitale dell'impero ed impone l'Islam nella regione. Tollera l'insubordinazione di Yūsuf ibn Tāshfīn che conquista al-Andalus ed evita così la frammentazione del regno.
Abu Bakr Ibn Umar muore nel 1087 assassinato da una freccia avvelenata.